# Provincia de Toro

Localización de la provincia de Toro en el contexto de las provincias y coronas de la península ibérica en 1590.

Toro fue una antigua provincia de la corona de Castilla, en parte dentro del antiguo reino de León y en parte dentro de Castilla la Vieja. Estuvo vigente entre los años 1528 y 1804 y sus territorios estaban situados en las actuales provincias de Zamora, Palencia, Cantabria y Valladolid.
Englobaba la ciudad de Toro, que era su capital, y alrededores, si bien la mayor parte de su territorio estaba geográficamente disjunto, y se encontraba situado en gran parte de lo que es hoy la provincia de Palencia.

## Antecedentes históricos
La organización fiscal llevada a cabo en las Cortes celebradas en Madrid en 1528 y en Segovia en 1532, en la que el emperador Carlos solicitó y obtuvo del Reino la concesión de servicios pecuniarios extraordinarios que habrían de obtenerse por repartimiento entre las ciudades, villas y aldeas. Para ello se acordó que fuesen precisamente los representantes de las dieciocho ciudades que tenían derecho a procuradores en Cortes los que actuasen como receptores del impuesto, para lo cual se procede a adoptar dos medidas: delimitar los territorios en que cada uno de estos receptores había de recaudar el servicio y proceder al recuento de vecinos de cada territorio para realizar un encabezamiento equitativo. Toro como ciudad con voto en Cortes formó una de esas 18 primeras provincias de la Corona de Castilla, siendo la única provincia que llega a desaparecer en el siglo XIX.
Aquellas 18 primeras provincias, demarcadas exclusivamente para tal servicio, se convirtieron en las demarcaciones administrativas básicas. En el siglo XVIII se establecen tres nuevas provincias al conseguir otras tantas ciudades el voto en Cortes: Santiago de Compostela, en 1623, que da origen a la provincia de Galicia segregada de Zamora; Trujillo en 1653, que da origen a la de Extremadura, y Palencia en 1656 desgajada de la de Toro. Ya en el siglo XVIII, en 1750, se crearía la provincia de La Mancha, a costa casi toda ella de la de Toledo.
En 1718 el cardenal Alberoni reinstaura las intendencias, entonces extendidas a todo el territorio metropolitano. La Intendencia de Salamanca comprendía Zamora y Toro.

## La provincia de Toro en elsigloXVI
En el año de 1594 esta provincia estaba dividida en dos partidos, el de Toro, con 10 624 vecinos y 53 120 almas, y el de Palencia, con 40 728 vecinos y 203 640 almas.

## Provincia o partido de Toro
Comprendía la ciudad de Toro con su tierra y otros 28 lugares y 2 despoblados. La ciudad tenía en 1530 1383 vecinos pecheros y toda la provincia 7546. En el año 1646 tenía la ciudad 800 vecinos pasando a 972 en 1694.

## El partido de Palencia
Comprendía la ciudad de Palencia; la Merindad de Carrión, la Merindad de Monzón, los Concejos de la Tierra de Herrera de Pisuerga y su jurisdicción, la Merindad de Cerrato, la Merindad de Saldaña, el valle de Valdavia, la Merindad de Campoo, Val de Bebible. el condado de Pernía, la tierra de Castrejón, de valle de Bezana , la Tierra de Aguilar y los Vasallos de las Huelgas. La ciudad tenía en 1530 1364 vecinos pecheros y toda la provincia 29 571. En el año 1646 tenía la ciudad 800 vecinos pasando a 972 en 1694.

## La provincia de Toro a finales delsigloXVIII

Provincia de Toro en 1800

En el año de 1789 la provincia mantenía su división en sus tres tradicionales partidos:
- Toro , con los lugares de su jurisdicción y las villas de la Sacada y de la Guareña;
- Partido de Carrión, con los lugares y villas de su alfoz, las villas de Campos, el valle de Valdavia, la tierra de Saldaña, el Concejo de los Lugares de la Peña, el Concejo de Castrejón y el Concejo de Guardo;
- Partido de Reinosa, formado por Hermandad de Campoo de Enmedio, Hermandad de Campoo de Suso, Hermandad de Campoo de Yuso, Concejo mayor de Valdearroyo, Hermandad de Val-de-Olea, Concejo de las Quintanilas, Hermandad de Cinco-villas, Hermandad de Carabeos, Hermandad de Val-de Prado y Valle de Valderredible.
En los lugares de los partidos de Carrión y Reinosa, donde hay regidores pedáneos, tienen igual jurisdicción que en el de Toro los alcaldes de esta clase. En todos los pueblos donde a su margen se expresa corresponden a aquellas Justicias Ordinarias por su majestad la ejercen los corregidores de los referidos partidos, excepto en el distrito del Real Valle de Valderredible, cuya jurisdicción compete a sus dos alcaldes ordinarios nombrados por ellos, y éstos no tienen residencia fija; pero hacen sus juntas generales en el lugar de Polientes, que se halla en su centro.
En el año de 1797 la intendencia contaba con 97 370 almas, mientras que la de Palencia tenía 118 064

## La división provincial de Miguel Cayetano Soler (1799-1805)
Entre los años 1717 y 1789 persistía la discontinuidad territorial, con un alto número de enclaves y de provincias fragmentadas, como era el caso de Toro. Bajo el reinado de Carlos III se concibe la idea de dividir el territorio en provincias con dimensiones regulares. Cabarrús proyecta un modelo ideal de nueve distritos de diez leguas en provincias de 30 leguas cuadradas. Pero se lleva a cabo durante el reinado de Carlos IV, concretamente en el año 1799, siendo secretario de Hacienda Miguel Cayetano Soler. Es entonces cuando desaparece la provincia de Toro al ordenarse el espacio en la submeseta norte.
La provincia aparece descrita, ya disuelta, en el decimoquinto volumen del Diccionario geográfico-estadístico-histórico de España y sus posesiones de Ultramar de Pascual Madoz de la siguiente manera:

TORO: prov. ant. compuesta del terr. que comprenden actualmente los pueblos de los part. de Reinosa, Carrion de los Condes, algunos de los del de Fuente Saúco, Toro, Rioseco, Villalpando y la Mota del Marqués: de este último eran los pueblos de Tiedra ó Sotiedra, Urueña, San Cebrian de Mazote, Pobladura de Sotiedra, Villar de Frades, San Pedro del Atarce, Villavelli, Castromembibre, Casasola, Villalbarba, Pedrosa del Rey, Almaraz y Benafarces: tambien comprendia los pueblos de San Roman de la Ornija, Alaejos, Pedrosa del Rey, Castronuño, Villafranca, Fresno el viejo y Torrecilla de la Orden, que con los de Rioseco pasaron á la prov. de Valladolid en 1833; los de Carrion á Palencia en igual fecha; á este mismo punto por los de 1804 ó 1806 los de Reinosa, que posteriormente fueron agregados á Santander, donde continúan; los del part. de Villalpando unos pasaron á la prov. de Valladolid, y otros á la de Zamora, con inclusion de los pueblos de Fuente Sauco, Badillo, la Bóveda, Cañizal, Castrillo, Fuente la Peña, el Olmo, el Pego, Vallesa, Villaescusa, Guarrate, Villabuena, Villamor de los Escuderos y los del part. de Toro.
(Madoz, 1849, pp. 36-37)

## Creación de la provincia de Palencia
Esta nueva provincia se forma desgajando la parte central de la de Toro, que desde entonces queda tripartita en torno a las ciudades de Toro, Carrión de los Condes y Reinosa. Cada uno de estos territorios formaba un partido-corregimiento, formados respectivamente por 61, 165 y 155 pueblos.
Precisamente las anexiones o separaciones de los partidos de Carrión y de Reinosa a la provincia de Palencia, producirán notables variaciones en sus límites geográficos. Esto hace que ya a finales de Antiguo Régimen la provincia de Palencia aparezca configurada con dos demarcaciones: la demarcación pequeña, que excluye a los partidos de Carrión y Reinosa, y la demarcación grande que los incluye a partir de 1804.